# Raunefjorden

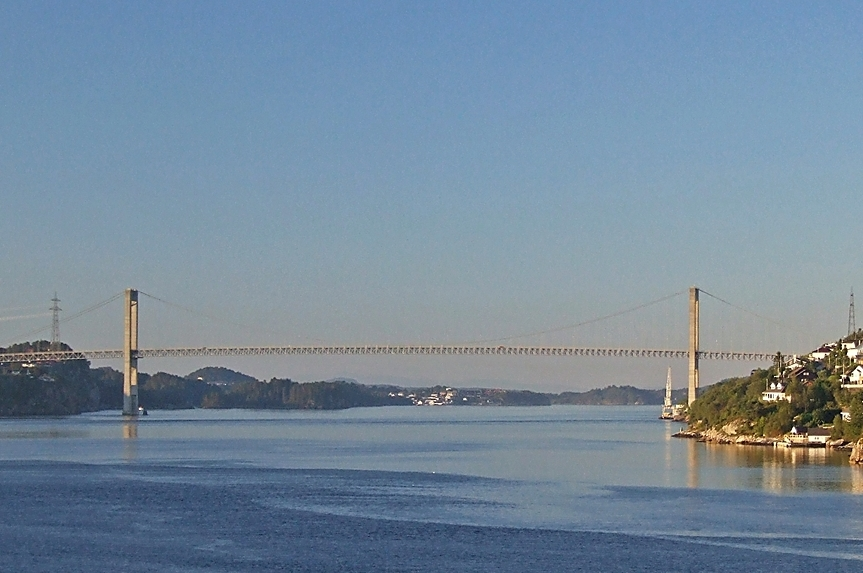
Sotrabron går över Raunefjorden.

Raunefjorden är ett brett sund mellan ön Sotra och Bergenhalvön, på gränsen mellan Bergens och Øygardens kommuner i Vestland fylke i västra Norge.
Den 19 januari 2004 gick MS Rocknes på grund och kantrade i Raunefjorden. Arton personer på fartyget omkom och oljeutsläppet från fartyget dödade tusentals sjöfåglar. Grundet sprängdes bort 2012.